# Північний схід штату Баїя (мезорегіон)
Північний схід штату Баїя (порт. Mesorregião do Nordeste Baiano) — адміністративно-статистичний мезорегіон в Бразилії, входить в штат Баїя. Населення становить 0,15 млн осіб на 2005 рік. Займає площу 56 335,147 км². Густота населення — 26,9 чол./км².

## Склад мезорегіону
До мезорегіону входять такі мікрорегіони:
1. Алагоіньяс
2. Ентрі-Ріус
3. Еуклідіс-да-Кунья
4. Жеремоабу
5. Рібейра-ду-Помбал
6. Серрінья

| Бразилія | Це незавершена стаття з географії Бразилії. Ви можете допомогти проєкту, виправивши або дописавши її. |